# Énophtalmie
 Mise en garde médicale
L’énophtalmie est une rétrusion en arrière du globe oculaire à l’intérieur de l’orbite, avec un globe oculaire de volume normal. C’est le symptôme inverse de l'exophtalmie.

## Pathogénie
Elle peut résulter :
- soit d’une augmentation du volume osseux orbitaire : fracture par exemple.
- soit d’une diminution du contenu orbitaire (globe exclu) : énophtalmie sénile.
- soit d’une rétraction intra-orbitaire de l’œil, l’œil étant comme attiré vers l’intérieur.

Chez certains animaux, elle peut être le signe d'une déshydratation.

## Pseudo-énophtalmie
La pseudo-énophtalmie désigne une énophtalmie plus apparente que réelle. 
Dans le cadre du syndrome de Claude Bernard-Horner, un myosis et un ptosis accompagne une pseudo-énophtalmie homolatérale à la lésion des fibres du système nerveux sympathique innervant l'œil.
En effet, la pseudo-énophtalmie résulte de l'association du ptosis et d'une ascension de la paupière inférieure (parfois appelée ptosis inversé) par atteinte de l'innervation sympathique du muscle rétracteur de la paupière inférieure. La diminution de la fente palpébrale donne ainsi un aspect d'énophtalmie. Les mesures par exophtalmomètre ne mettent pas en évidence une réelle énopthalmie. À noter que ce syndrome de Claude Bernard-Horner peut lui-même s'intégrer au syndrome de Pancoast-Tobias.